# Дуга Настапока

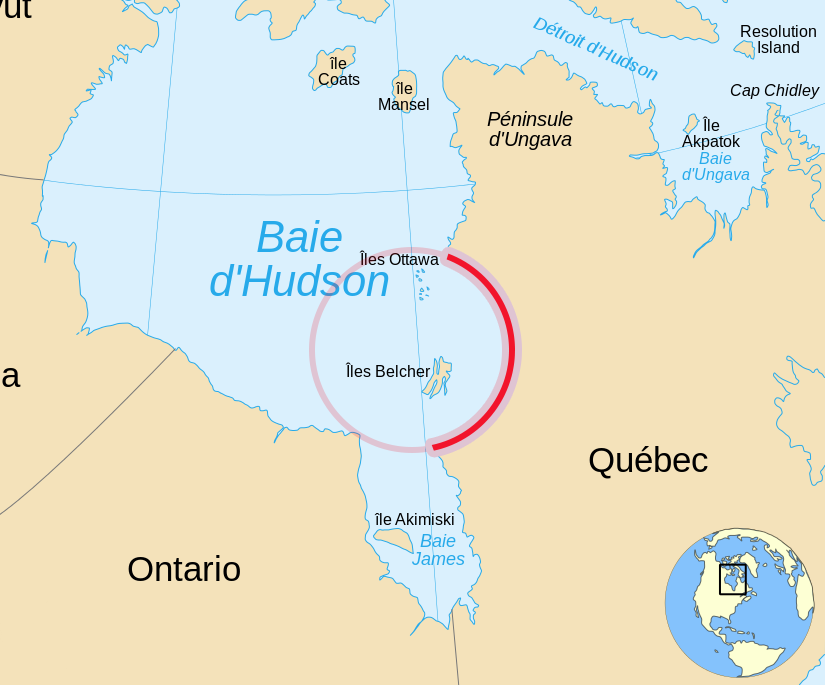
Дуга Настапока

Дуга Настапока — виразно дугоподібний відрізок південно-східного узбережжя Гудзонової затоки, Канада, що простягається від найпівнічнішого з островів Гоупвелл до Лонг-Айленда поблизу з'єднання із затокою Джеймса.
Це помітна, майже ідеальна дуга кола, що охоплює понад 160° кола діаметром 450 км.

Незважаючи на те, що кругла форма привела до припущень, що це є ударним кратером, немає жодних доказів цієї гіпотези, науковці припускають, що дуга утворилася в результаті вигину літосфери під час Трансгудзонського орогенезу.

## Геологія
Корінна порода, що складає берегову лінію та ландшафт та лежить усередині дуги Настапока, в основному складається з порід архейського віку кратону Сьюпіріор.
За площею ці породи складаються приблизно з 60 % архейських гранітних плутонів і гранітного гнейсу.
До гранітних порід належать типово листуваті гранодіорити, кварцові діорити, кварцові монцоніти, граніти; споріднені інтрузивні породи; та їх метаморфізовані еквіваленти.
Менш поширеними є шаруваті гнейси, мігматити та сміжні породи, що часто утворюють лінійні пояси східного простягання.

Близько 20 % кратону Сьюпіріор складається з метаморфізованих архейських вулканічних і осадових порід.
Вони зустрічаються у вигляді щільно складчастих, злегка метаморфізованих (зеленосланцевих), що збереглися у східному напрямку, від подовжених до неправильних структурних басейнів, відомих як зеленокам'яні пояси.
Найпоширеніша вулканічна порода — метаморфізовані базальти, які мають первинні структури, напр. лави-подушки, що вказують на підводні виверження вулканів.
Метаморфізовані осадові товщі складаються здебільшого з прошарових муловців і пісковиків з осадовими структурами, що вказують на турбідіти.
Велика трикутна територія навколо затоки Річмонд, яка має у своєму складі короткий відрізок дуги Настапока, покрита приблизно 1 км недеформованого, рожевого та червоного, переважно річкового, багатого польовим шпатом пісковиком, який перемішаний з невеликими пластами конгломерату і базальтовими, лавовими потоками.
Ці товщі, відомі як група затоки Річмонд, незгідно підстилаються архейськими кристалічними породами кратону Сьюпіріор і зараз збереглися у розломах у межах грабена Річмондської затоки.
Грабен, його розломи та група Річмондської затоки незгідно перекриті товщами групи Настапока

Частина Гудзонової затоки безпосередньо біля берега і частково оточена дугою Настапока підстилається ранньопротерозойськими товщами групи Настапока.
Поруч із дугою Настапока ці товщі утворюють гомокліналь, що має плавне падіння на захід і складається з неметаморфізованого або злегка метаморфізованого пісковику, строматолітовмісного доломіту, стрічкових залізних руд та базальту.
Далі на захід, оголення на островах Оттава і Белчер, товщі групи Настапока стають часто ізоклінально складчастими.
Ці товщі незгідно перекривають архейські товщі кратону Сьюпіріор та протерозойської групи Річмонд.

Незгідність між ранньопротерозойською групою Настапока та нижчим архейським кратоном Сьюпіріор лежить усередині дуги Настапока, що визначається краєм дугоподібного східного узбережжя Гудзонової затоки.
Незгідність складається з недеформованих доломітів, що містять строматоліт, що перекривають або листовим архейським гранодіорітами, або нахилені та еродованими товщами групи Річмондської затоки.
Тонкий конгломератний кварцовий пісковик відокремлює доломіти від підстилаючих товщ і становить основу групи Настапока
.

## Утворення
Утворення дуги Настапоки було джерелом дискусій серед геологів.
Відзначаючи нестачу ударних структур на Землі по відношенню до Місяця і Марса і дивовижну кривизну берегової лінії цієї частини Гудзонової затоки, Білз

припускав, що дуга Настапоки, можливо, є частиною докембрійського ударного кратеру, який є за розміром порівняним з Морем Криз на Місяці.
Вілсон

оцінює інтерпретацію Білза і пропонує альтернативну гіпотезу про те, що дуга Настапока утворилася в результаті зіткнення архейських континентів і закриття давнього океанічного басейну.
У серпні 1972 року Роберт С. Дітц і Дж. Пол Баррінджер

провели ретельне дослідження дуги Настапока.
Вони дослідили оголення порід, що трапляються в районі дуги Настапоки, і виявили повну відсутність конусів руйнування, свевітного типу чи інших незвичайних розплавних порід, псевдотахілітів чи мілонітів, радіальних розломів чи тріщин, незвичайних ін'єкційних брекчій чи будь-яких інших доказів ударного метаморфізму.
Виходячи з чисельного моделювання, регіональної геології та відсутності доказів впливу гіпершвидкості, нинішній загальний консенсус полягає в тому, що це дугоподібна межа тектонічного походження між складчастим поясом Белчера та кристалічними породами Верхнього кратону, створеними під час Трансгудзона. Орогенез приблизно 2,0–1,8 мільярда років тому.

Проте деякі вчені

припустили, що існуюча структура давньої архейської ударної структури могла бути реактивована під час трансгудзонського орогенезу та модифікована, щоб утворити дугу Настапоки.
Деформація, що супроводжувала трансгудзонську орогенію, могла приховати докази такого архейського впливу.